# Cuerpos Patentados de la Armada
Desde el siglo XVIII, los diferentes Cuerpos en que se ha organizado la Armada Española, han recibido la denominación de Cuerpos Patentados. Se denominaba así a los Cuerpos de la Armada que no contaban entre sus individuos ninguno de la clase subalterna (Cuerpos Subalternos) y que, desde la categoría de capitán o asimilado en adelante, recibían Real Patente en cada uno de sus empleos (el rey firmaba los nombramientos). Los Cuerpos Patentados han sido en diferentes épocas: Cuerpo General, Infantería de Marina, Artillería de Marina, Ingenieros de la Armada, Cuerpo de Pilotos, Cuerpo de Maquinistas (Máquinas), Cuerpo del Ministerio (Intendencia/Administrativo), Cuerpo de Sanidad de la Armada (Cirujanos‐Médicos /Farmacéuticos / Practicantes), Cuerpo Eclesiástico de la Armada, Cuerpo Jurídico de la Armada, Cuerpo de Intervención y Cuerpo de Archiveros de Marina (Oficinas y archivos). 
Los Cuerpos Subalternos eran aquellos cuyos individuos, aunque alcanzaran carácter de oficiales por las graduaciones o consideraciones personales a que tenían derecho, no eran oficiales vivos y efectivos. Los nombramientos de sus empleos llevaban solo la firma del ministro del ramo. A partir de 1931, estos Cuerpos dejaron de llamarse Subalternos y pasaron a llamarse Cuerpos Auxiliares. En 1938 se creó un Cuerpo Subalterno único y en 1940 se organizó el Cuerpo de Suboficiales de la Armada: Contramaestres, Condestables, Celadores de Puerto y Pesca, Guardias de Arsenales, Torpedistas, Electricistas, Radiotelegrafistas, Maestranza, Oficinas y Archivos, Practicantes, Fogoneros, Cabos de Cañón, etc.
La Ley de 24 de noviembre de 1931 sobre Reorganización de la Marina de Guerra dispuso entre otras cosas, que la Armada pasaba a estar compuesta por los siguientes Cuerpos: 
- General
- Intendencia
- Máquinas
- Sanidad
- Jurídico

y declaraba a extinguir los de Infantería de Marina, Ingenieros Navales, Artillería de la Armada, Eclesiástico y la Sección de Farmacia del Cuerpo Sanidad. 
Después de la guerra civil, los Cuerpos que componían la Armada fueron:
- Cuerpo General de la Armada
- Cuerpo de Ingenieros de la Armada
- Cuerpo de Infantería de Marina
- Cuerpo de Máquinas de la Armada
- Cuerpo de Intendencia de la Armada
- Cuerpo de Sanidad de la Armada
- Cuerpo Eclesiástico de la Armada
- Cuerpo Jurídico de la Armada
- Cuerpo de Intervención de la Armada
- Cuerpo de Oficinas y Archivos

En la actualidad, tras la integración del Cuerpo de Máquinas en el Cuerpo General (1982), la unificación de los Cuerpos de Intervención (1985), Jurídico (1989) y Sanidad (1990) en los Cuerpos comunes de la Defensa, y la desaparición del Cuerpo Eclesiástico, la Armada la componen únicamente los siguientes Cuerpos:
- Cuerpo General
- Cuerpo de Infantería de Marina
- Cuerpo de Ingenieros
- Cuerpo de Intendencia

En las Reales Ordenanzas de la Armada, se especifica la preeminencia de los distintos Cuerpos y Escalas:
"Art. 34. Entre Oficiales del mismo empleo, del mismo tipo de escalas y de la misma antigüedad de escalafonamiento en su empleo y en los inmediatos inferiores, se tendrá en cuenta la preeminencia relativa del Cuerpo a que pertenezca, que es: Cuerpo General, Infantería de Marina, Ingenieros, Máquinas, Intendencia, Sanidad, Sección de Medicina, Sección de Farmacia, Eclesiástico, Jurídico e Intervención."[4]
| CGA                            |
| General / Infantería de Marina |

| CING       |
| Ingenieros |

| Maq      |
| Máquinas |

| INT                    |
| Intendencia / Oficinas |

| SAN     |
| Sanidad |

| FAR      |
| Farmacia |

| JUR      |
| Jurídico |

| ECL          |
| Eclesiástico |

|              |
| Intervención |

|           |
| Oficiales |

|                        |
| Almirantes y Generales |